# Pit Passarell
Pedro Passarell, noto come Pit Passarell (Buenos Aires, 11 aprile 1968 – San Paolo, 27 settembre 2024), è stato un bassista argentino naturalizzato brasiliano.

## Biografia
Compositore principale e cantante dal 1992 al 1996 della band brasiliana Viper, collaborò anche con la band Capital Inicial in qualità di compositore.
Morì a San Paolo il 27 settembre 2024 per un tumore del pancreas all'età di 56 anni.

## Discografia

### Con i Viper
- 1987 - Soldiers of Sunrise
- 1989 - Theatre of Fate
- 1992 - Evolution
- 1995 - Coma Rage
- 1996 - Tem pra todo mundo
- 2007 - All My Life

## Documentario
- 2005 - 20 Years Living for the Night